# Hellenic de Tampa Bay

Hellenic de Tampa Bay

L'Hellenic de Tampa Bay (Tampa Bay Hellenic) est une équipe féminine de soccer basé à Tampa en Floride (États-Unis). Elle évolue depuis 2008 en Women's Premier Soccer League (WPSL).

## Historique
L'équipe est fondée en 2008, et joue dans la division Atlantique de la Conférence Est de la W-League pendant trois saisons, de 2008 à 2010, mais ne prévoit pas de revenir pour la saison 2011. En Février 2011,la direction du club annonce que l'équipe rejoint la Women's Premier Soccer League (WPSL). 
L'équipe joue ses matchs à domicile au complexe sportif Ed Radice dans Tampa, en Floride. Les couleurs de l'équipe sont blancs, rouges et noires. 